# Philippe Cuvillier
Pour les articles homonymes, voir Cuvillier.
Philippe Cuvillier, né à Paris 7e le 17 octobre 1930 et mort à Paris 15e le 22 décembre 2015, est un diplomate français.

## Biographie

### Études et diplômes
- Lycée Buffon ; Faculté des lettres de Paris ; Université Northwestern à Chicago.
- Licencié ès lettres, Diplômé de l'Institut d'études politiques (IEP) de Paris.
- Diplômé de l'Ecole nationale d'administration (ENA) (promotion France-Afrique, 1955-1957)

### Carrière
- Secrétaire des affaires étrangères à l'administration centrale (1957) ;
- Deuxième secrétaire d’ambassade en Thaïlande et Membre du groupe permanent de travail de l'Otase de 1958 à 1960 ;
- Deuxième secrétaire en Tunisie en 1960 et 1961 ;
- Premier secrétaire puis deuxième conseiller à la représentation permanente auprès de la Communauté européenne de 1961 à 1967 ;
- Conseiller technique au cabinet de Maurice Schumann de 1967 à 1969 ;
- Directeur adjoint du cabinet de Maurice Schumann de 1969 à 1972 ;
- Ministre-conseiller en Grande-Bretagne de 1972 à 1975 ;
- Chef de service à l'administration centrale de 1975 à 1978 ;
- Ministre plénipotentiaire en 1976 ;
- Administrateur du Bureau de recherches géologiques et minières, Directeur d'Amérique de 1978 à 1981 ;
- Nommé Ministre plénipotentiaire de 1re classe en 1980 ;
- Ambassadeur de France en Égypte de 1981 à 1985 ;
- Ambassadeur de France au Maroc[2] de 1985 à 1987 ;
- Nommé Ministre plénipotentiaire hors classe en 1985 ;
- Ambassadeur de France au Brésil de 1987 à 1989 ;
- Ambassadeur de France en Suisse de 1989 à 1991 ;
- Ambassadeur de France en Italie de 1991 à 1993 ;
- Conseiller diplomatique du gouvernement en 1993.

Admis à faire valoir ses droits à la retraite en 1996.

### Engagement associatif
- Président de l'Union française pour le sauvetage de l'enfance (depuis 1994) ;
- Trésorier (en 1995) puis Président (de 1997 à 2002) de l'Association pour les fouilles archéologiques nationales (Afan) ;
- Président de l'Association France-Égypte (de 1999 à 2009) ;
- Administrateur de la Croix-Rouge française (de 1996 à 2004) ;
- Membre de la commission permanente du Mouvement international Croix-Rouge-Croissant-Rouge (de 2003 à 2007).

## Décorations
- Officier de la Légion d'honneur[Quand ?]
- Commandeur de l'ordre national du Mérite
- Commandeur de l'ordre des Arts et des Lettres